# Hugh Nibley
Hugh Winder Nibley (ur. 27 marca 1910 w Portland, zm. 24 lutego 2005 w Provo) – amerykański historyk i językoznawca, jeden z czołowych przedstawicieli mormońskiej apologetyki.

## Życiorys
Urodził się w Portland w stanie Oregon, jako syn Alexandra i Agnes Sloan Nibley. Pochodził z rodziny od dawna związanej z mormonizmem. Jego dziadek ze strony ojca, Charles W. Nibley, pełnił funkcję przewodniczącego biskupa Kościoła Jezusa Chrystusa Świętych w Dniach Ostatnich. Dziadek ze strony matki natomiast, Alexander Neibaur, był pierwszym żydowskim konwertytą na mormonizm. Uczęszczał do szkół w Portland, Medford oraz w Los Angeles. Podjął studia na Uniwersytecie Kalifornijskim w Los Angeles, ukończył je w 1934. Kontynuował edukację wyższą na Uniwersytecie Kalifornijskim w Berkeley, na nim też uzyskał doktorat z historii (1938). W 1942 wcielony do armii amerykańskiej służył w wywiadzie wojskowym. Brał udział w walkach w Europie, między innymi w operacji Market Garden. Służbę misjonarską, w kulturze mormońskiej tradycyjnie podejmowaną wówczas przez młodych mężczyzn, odbył w Niemczech. Później krótko był również misjonarzem w północnych stanach USA. Po zakończeniu II wojny światowej i powrocie do kraju został zatrudniony przez Uniwersytet Brighama Younga (BYU) w 1946. Z uczelnią tą związany był aż do przejścia na emeryturę w 1975, następnie zaś jako emeritus professor aż do 1994. Wykładał nań historię, języki obce oraz religię.
W swej pracy badawczej Nibley zajmował się zagadnieniami związanymi z mormońską doktryną i historią. Starał się dostarczyć dowody na autentyczność Księgi Mormona oraz prawdziwość nauk głoszonych przez Josepha Smitha. Sięgał przy tym do archeologii, historii czy do językoznawstwa. Dążył do umieszczenia Księgi Mormona w jej, jak twierdził, pierwotnym, bliskowschodnim kontekście. Jego dorobek, jakkolwiek nigdy niewsparty jednoznacznie i oficjalnie przez władze kościelne, cieszy się jednak dużym uznaniem wśród świętych w dniach ostatnich. Uznawany za jednego z czołowych przedstawicieli mormońskiej apologetyki, w 1973 został pierwszym dyrektorem Institute for Ancient Studies. Poliglota, w różnym stopniu władał choćby arabskim, francuskim, niemieckim, włoskim czy rosyjskim. Jedna z jego książek, An Approach to the Book of Mormon, była używana jako kościelny podręcznik w 1957.
Za swoją działalność wielokrotnie nagradzany, otrzymał między innymi David O. McKay Humanities Award (1971), Distinguished Service Award (1979) i Exemplary Manhood Award (1991). Uhonorowany doktoratem honorowym BYU w 1983. 18 września 1946 w świątyni w Salt Lake City poślubił Phyllis Ann Draper. Para doczekała się ośmiorga dzieci. Zmarł w swoim domu w Provo.